# Timo Staffeldt
Timo Staffeldt (* 9. Februar 1984 in Heidelberg) ist ein deutscher ehemaliger Fußballspieler.

## Karriere
Der 1,75 m große Mittelfeldspieler spielte bis 1996 bei der SpVgg 06 Ketsch und seitdem für den Karlsruher SC, zunächst in der Jugend, dann in der zweiten Mannschaft. Im Jahr 2005 schaffte der Rechtsfuß den Sprung in die erste Mannschaft. In der Saison 2006/07 trug er mit 24 Zweitligaeinsätzen seinen Teil zum Aufstieg der Karlsruher bei.
Im Juli 2009 sah es zunächst danach aus, dass Timo Staffeldt den KSC verlassen müsse, nachdem der Verein seinen Vertrag nicht weiter verlängern wollte – letztendlich konnten sich jedoch beide Seiten auf einen neuen Einjahresvertrag einigen. Nach guter Leistung in der Saison 2009/10 wurde Staffeldts Vertrag bis 2012 verlängert.
Nach dem Abstieg des KSC in die 3. Liga unterschrieb Staffeldt zur Saison 2012/13 einen Zweijahresvertrag beim VfL Osnabrück. Bereits nach einem Jahr verließ er die Lila-Weißen wieder und band sich für drei Jahre an den Regionalligisten FC Viktoria Köln.
Zur Saison 2015/16 wechselte Staffeldt zum Ligakonkurrenten Alemannia Aachen. Er unterschrieb für zwei Jahre am Tivoli, wo er in der Folge mit der Rückennummer 15 auflief. Staffeldt wurde im November 2015 zum ersten Mal Kapitän der Mannschaft. Diese Position hatte er bis zu seinem Ende bei der Alemania inne. Sein letztes Spiel als Profi bestritt er am 20. Mai 2017, dem 34. Spieltag. Beim 2:1-Erfolg über die 2. Mannschaft des 1. FC Köln stand er über 90 Minuten auf dem Platz. 
Im Juli wurde bekannt, dass Staffeldt zukünftig in der Landesliga Rhein-Neckar für den ASV/DJK Eppelheim auflaufen wird.
Bis Oktober 2019 war er Trainer des ASV/DJK Eppelheim. Heute arbeitet er als Berater bei MLP SE in Heidelberg. Ab der Spielzeit 2021/22 läuft Staffeldt in der Kreisliga Mannheim für den MFC 08 Lindenhof auf. Am Ende der Saison bestritt er mit der 2. Mannschaft des MFC 08 Lindenhof erfolgreich die Relegation zum Aufstieg in die Mannheimer Kreisklasse A.   

## Erfolge
- Aufstieg in die Fußball-Bundesliga mit dem Karlsruher SC (2007)